# 卡特勒恩·诺德
卡特勒恩·诺德（德語：Kathleen Nord，1965年12月26日—2022年2月24日），德国女子游泳运动员，主攻蝶泳和混合泳。她曾代表东德参加1988年夏季奥林匹克运动会游泳比赛，获得女子200米蝶泳金牌。